# سیارک ۱۶۷۳۶
سیارک ۱۶۷۳۶ (به انگلیسی: 16736 Tongariyama، نامگذاری:1996JW2)۱۶۷۳۶مین سیارک کشف شده‌است که در ۱۳ مه ۱۹۹۶ کشف شد.